# Durham, New Hampshire
Durham är en kommun (town) i Strafford County i New Hampshire, USA med 14 638 invånare (2010).

## Kända personer från Durham
- Deron Quint, ishockeyspelare
- John S. Wells, politiker
- Samuel Wells, politiker